# Hakea lasiantha
Hakea lasiantha (лат.) — кустарник, вид рода Хакея (Hakea) семейства Протейные (Proteaceae). Произрастает вдоль южного побережья округов Юго-Западный и Большой Южный Западной Австралии.

## Ботаническое описание

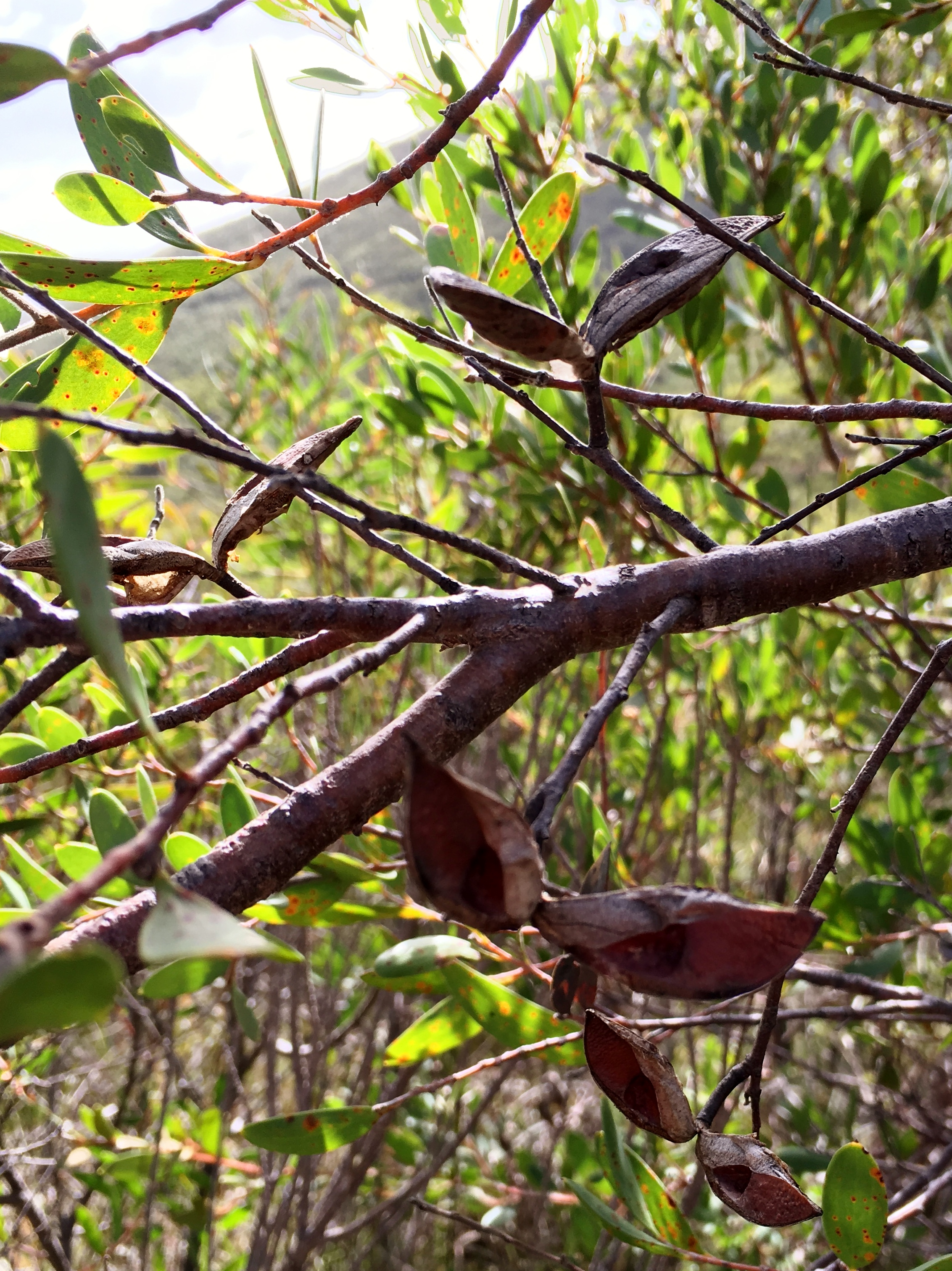
Плоды H. lasiantha.

Hakea lasiantha — прямой густой округлый кустарник высотой от 0,6 до 3 м. Цветёт с мая по сентябрь, даёт белые цветы и имеет шерстистые белые или желтовато-коричневые околоцветники с тёмно-красным столбиком. Соцветия расположены в пазухах листьев. Листья плоские, эллиптические или яйцевидные, длиной около 3-6 см и шириной 0,7 см. Молодые листья и веточки покрыты ржаво-шерстяными волосками. Гладкие узко-эллиптические плоды обычно имеют длину 2,5-3 см и небольшой клюв.

## Таксономия
Вид Hakea lasiantha был впервые официально описан шотландским ботаником Робертом Броуном в 1830 году. Считается, что видовой эпитет — от греческих слов lasio — «мохнатый» и anthos — «цветок», что связано со структурой шерстистых цветов. Правильное слово в древнегреческом для «мохнатый», однако, lasios (λάσιος).

## Распространение и местообитание
H. lasiantha предпочитает влажные низменности от хребта Стерлинга до Албани и вдоль побережья до Рейвенсторпа. Растёт на песчаных суглинках и гравии в пустошах и кустарниках. Растение предпочитает хорошо дренированные солнечные участки и успешно противостоит солёным ветрам, даёт хорошую тень, выдерживает морозы.

## Охранный статус
Вид Hakea lasiantha классифицируется как «не угрожаемый» Департаментом парков и дикой природы правительства Западной Австралии.